# Mesonauta festivus
Mesonauta festivus, también conocido como cíclido bandera, es una especie de peces de la familia Cichlidae en el orden de los Perciformes.

## Morfología
Los machos pueden llegar alcanzar los 8,2 cm de longitud total.

## Distribución geográfica
Se encuentran en Sudamérica: cuencas de los ríos  Paraná (Brasil y Paraguay) y  Amazonas (Brasil , Bolivia y Perú ).